# Trattato di Heiligen

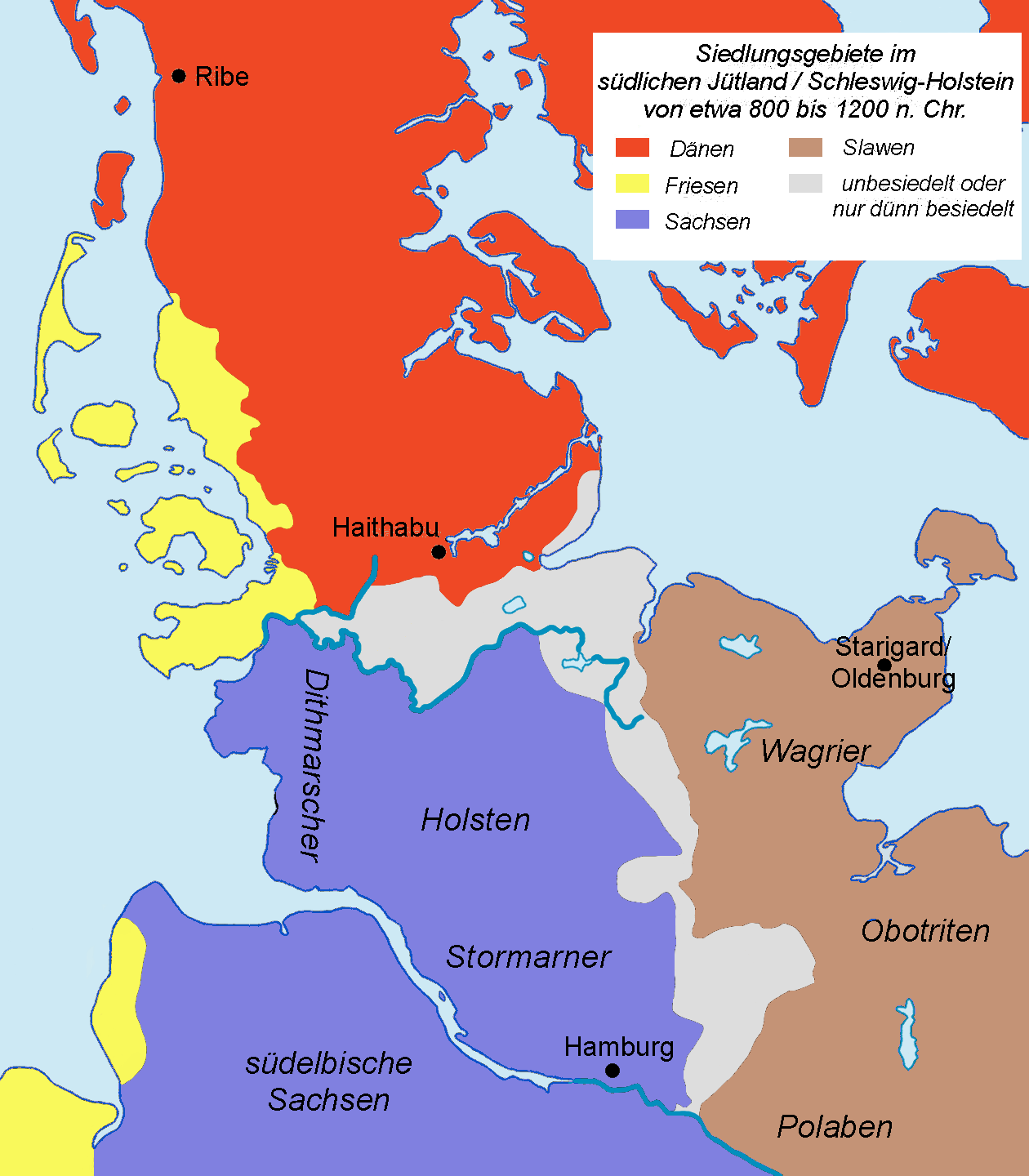
Schleswig-Holstein tra 800 e 1000. In rosso: i territori danesi. In blu: i territori tedeschi. In marrone: i territori slavi. In grigio: il confine a cavallo dell'Eider

Il trattato di Heiligen venne stipulato nel 811 tra il re danese Hemming e l'imperatore Carlo Magno. Il trattato stabiliva il fiume Eider come confine tra la Danimarca e l'Impero carolingio.

## Il trattato
Dopo che Carlo Magno aveva sottomesso i Sassoni, il re danese Göttrik, predecessore di Hemming, aveva superato l'Eider per razziare le terre a sud. Göttrik temeva che il re franco si rivolgesse contro i Danesi e attaccò preventivamente i territori frisi e sassoni caduti in mano ai Franchi.
Göttrik morì nel 810 e Hemming decise di stringere la pace con i Franchi. L'incontro avvenne a Heiligen e vi parteciparono dodici rappresentanti di rango di entrambi i regni:
"I nobili dei Franchi erano il conte Wala, figlio di Bernardo; il conte Burchard; il conte Unroch; il conte Odo; il conte Meginhard; il conte Bernardo, il conte Egbert, il conte Theothari, il conte Abo, il conte Osdag e il conte Wigman. Dalla parte danese vi erano Hankwin e Angandeo, fratelli di Hemming, e in più altri uomini che si distinguevano tra il loro popolo: Osfrid detto Turdimolo, Warstein, Suomi, Urm, un altro Osfrid, figlio di Heiligen, e Osfrid di Schonen, e Hebbi e Aowin".
Hemming e Carlo Magno si incontrarono a Heiligen, presso l'Eider, e definirono i limiti delle proprie sfere d'influenza. Il fiume separava dunque i territori dello Schleswig (danese: Slesvik) e dello Holstein (danese: Holsten).
Bisogna dire che già durante il leggendario Offa degli Angli (350-370 circa) l'Eider costituiva il confine tra le tribù degli Angli e Sassoni, quindi al tempo del trattato venne visto come il limite naturale tra i due regni.

## Storia successiva

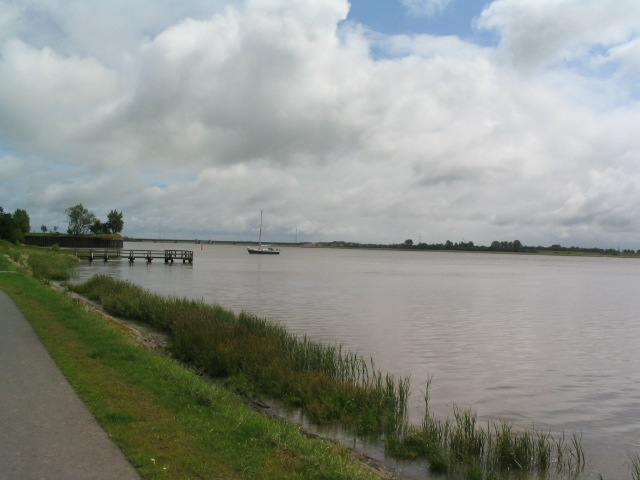
L'Eider presso Tönning

Nonostante l'accordo del 811, i territori dello Schleswig e dello Holstein furono sempre oggetto di disputa tra il regno di Danimarca e l'Impero. Già nel 934 Enrico l'Uccellatore violò il confine per conquistare Hedeby. Il Dannevirke, costruito poco più a nord dell'Eider, non sempre costituiva un valido deterrente contro le invasioni.
Nel 1025 Canuto il Grande e Corrado II riconfermarono l'Eider come confine, ma ancora per secoli rappresentò una zona di confine e di disputa, fino alla prima guerra mondiale, quando il confine tra Germania e Danimarca venne spostato sopra Flensburgo.

### Fonti primarie
- Annales Regni Francorum
- Nitardo, Historiarum libri quattuor

### Fonti secondarie
- Gianna Chiesa Isnardi, Storia e Cultura della Scandinavia, Bompiani, 2015
- Tina Thursten, Landscapes of Power, Landscapes of Conflict: State Formation in the South Scandinavian Iron Age, Kluwer Academic, 2001